# Istruzione negli Stati Uniti d'America
L'istruzione negli Stati Uniti d'America può essere fornita attraverso scuole pubbliche, scuole private o ricevendo un'istruzione a casa.
Vari Stati statunitensi stabiliscono gli standard generali per il sistema scolastico pubblico e li supervisionano, per mezzo di consigli preposti. I fondi pubblici provengono dal governo federale, da quello statale e da altri enti locali. Le scuole private sono in generale libere di determinare le proprie politiche relative al personale e agli studenti, oltre a poter essere accreditate, su base volontaria, da autorità regionali indipendenti preposte, anche se in alcuni Stati devono sottostare a determinati regolamenti.

## Sistema scolastico
Il sistema scolastico statunitense è gestito dal settore pubblico ed è obbligatorio fino ai 18 anni (16 in alcuni Stati). Negli Stati Uniti sono presenti le scuole più costose del mondo per quanto riguarda l'università, sia che si parli di scuole pubbliche sia che ci si riferisca alle scuole private: le tasse annuali di iscrizione si aggirano intorno ai 20 000 dollari per le scuole pubbliche, mentre arrivano e spesso possono superare i 60 000 dollari per quanto riguarda le università private. Fino all'high school, comunque, la scuola è del tutto gratuita, compresi i libri e l'iscrizione.
Vi sono, inoltre, delle tasse pagate dai residenti del distretto. È diviso in diversi moduli a seconda dello Stato. Nel caso in cui i ragazzi non frequentino la scuola lo Stato obbliga i genitori a far frequentare la scuola ai figli.
Ogni Stato federale ha una limitata autonomia per quanto riguarda l'educazione scolastica; devono attenersi a delle caratteristiche generali proposte dalla Costituzione degli Stati Uniti relative a fondi, controlli, insegnanti e loro certificazione, libri di testo, biblioteche.
L'età di accesso alla scuola varia da Stato a Stato, dai cinque agli otto anni, terminando con i diciotto anni.

### Cicli di istruzione
- pre-school, nursery school o Head Start
- elementary school
- middle school
- high school
- college o university

### Gradi scolastici
Nel sistema scolastico statunitense gli alunni vengono assegnati in gruppi chiamati grade, che sono tredici e che corrispondono agli anni di studio che partono dall'inizio della elementary school fino alla fine della high school.
| Grado             | Età media         |
| Elementary school | Elementary school |
| ----------------- | ----------------- |
| kindergarten      | 3-5               |
| 1st grade         | 6-7               |
| 2nd grade         | 7-8               |
| 3rd grade         | 8-9               |
| 4th grade         | 9-10              |
| 5th grade         | 10-11             |
| Middle school     |                   |
| 6th grade         | 11-12             |
| 7th grade         | 12-13             |
| 8th grade         | 13-14             |
| High school       |                   |
| freshman year     | 14-15             |
| sophomore year    | 15-16             |
| junior year       | 16-17             |
| senior year       | 17-18             |

#### Kindergarten
Il primo insegnamento nell'infanzia, della durata di tre anni, avviene nella nursery o Preschool (asilo).
L'educazione consiste principalmente nello sviluppo delle abilità basilari, attraverso giochi interattivi e creativi, e allo sviluppo della socializzazione, oltre all'apprendimento della lettura e della scrittura.

#### Elementary school
Negli Stati Uniti d'America il primo e il secondo livello prendono il nome di elementary level e secondary level.
I due livelli scolastici hanno degli organi amministrativi (school board) a cui spetta la gestione dei curricula, dei fondi di bilancio e dell'insegnamento.
Nella scuola elementare sono previsti uno o due come musica e arte. Le classi possono essere composte da venti o trenta alunni. Le materie di insegnamento e i libri di testo sono decisi dai distretti a cui la scuola appartiene.
Nei cinque anni di elementari vengono impartite le nozioni di matematica, storia, musica, scrittura e lettura, geografia, arte.

#### Secondary school
Il livello secondario si divide in middle school e high school. La middle school corrisponde alla scuola media inferiore italiana (o scuola secondaria di primo grado), e si divide in tre anni chiamati sesto, settimo e ottavo. Il dodicesimo anno, cioè l'ultimo anno della high school, la quale ha quattro anni in totale, non è equivalente alla quinta classe del sistema italiano della scuola secondaria di secondo grado poiché in Italia tale scuola è di cinque anni e non di quattro come quella statunitense.
La scuola secondaria dura in totale
sette anni (in Italia la scuola secondaria si divide in "secondaria di primo grado" - scuola media, tre anni - e "secondaria di secondo grado", cinque anni - licei, istituti tecnici e professionali, in totale otto anni) e vi vengono approfondite le materie affrontate nelle elementari e aggiunte le materie di scienze, educazione civica e lingue straniere. 
Gli studenti si iscrivono alla scuola superiore a quattordici anni (9th grade) e terminano a diciotto anni (12th grade), ma, in alcuni rari casi, molti dei quali preparatori al college, a diciannove anni (13th grade).

#### Homeschooling
Negli Stati Uniti d'America sta prendendo piede il fenomeno dell'insegnamento privato a casa dello studente. I ragazzi sono istruiti direttamente dai genitori o da insegnanti privati. Le famiglie si fanno carico dei libri di testo e delle verifiche. Ciò è fattibile in quanto negli Stati Uniti ci sono solo quattro materie fondamentali obbligatorie per tutti nella scuola superiore: inglese, matematica, scienze e storia.
Questi studenti devono sostenere un esame di ammissione se vogliono proseguire l'istruzione al college.

### Frequenza
Gli studenti in genere frequentano la scuola più vicina al luogo di residenza, ma possono, per seguire particolari programmi, richiedere il permesso di iscriversi a una scuola diversa alle autorità distrettuali. Questi studenti sono tenuti però a non avere insufficienze in nessun corso.
La frequenza alla scuola superiore è obbligatoria: ogni mattina il professore fa l'appello e se uno studente è assente un computer della segreteria tramite un messaggio registrato informa i genitori dell’assenza dell'alunno.
Le assenze sono ammesse solo per motivi di salute.

### Curriculum
Lo Stato e il distretto definiscono gli schemi del curriculum che lo studente deve seguire per diplomarsi alla scuola superiore e poi nel caso proseguire all'università. A questa si accede dopo aver seguito un numero di corsi, classificati in categorie, ognuna delle quali comprende gruppi di materie. La scuola inoltre organizza corsi di recupero per le insufficienze: corsi serali, corsi estivi, corsi al termine dell'orario di lezione. Chi ha raggiunto i diciotto anni può comunque rinunciare agli studi.

### Main office e counselor[4]
Il main office controlla l'organizzazione della scuola e dà assistenza agli studenti.
Il counselor controlla che gli studenti seguano i corsi ed è un supporto psicologico per i problemi che possono insorgere: di salute, di famiglia, con un professore. Le persone del counseling assistono gli studenti per cercare di risolvere i loro problemi.

### Materie
I corsi e i programmi delle diverse scuole sono uguali, alcune scuole possono specializzarsi introducendo lo studio di lingue straniere o informatica. Le materie si seguono ogni giorno, quindi ogni giorno ci saranno sette periodi, che corrispondono alle sette materie.
Ci sono materie obbligatorie per tutti gli studenti che devono essere seguite per un numero di anni, mentre le altre materie possono essere scelte in base a interessi personali:
- inglese
- matematica
- scienze
- studi sociali

#### Educazione fisica
Agli studenti meritevoli atleticamente vengono offerte facilitazioni. Se uno studente non può frequentare educazione fisica, deve presentare un certificato medico all'infermeria della scuola; non sono ammesse altre ragioni. La partecipazione è la base per i corsi oltre alla preparazione. Gli studenti devono svolgere una sequenza di attività, se i risultati sono negativi possono abbassare il "grado" dello studente.
Ogni studente può beneficiare di un'ampia scelta di attività:
- atletica leggera
- basket
- tennis
- wrestling
- football americano
- baseball
- pallavolo
- rugby
- cheerleading
- nuoto
- hockey
- ping pong
- lacrosse

#### Attività alternative
Nelle scuole americane gli studenti possono svolgere varie attività al di fuori dell'orario scolastico.
Esse possono essere:
- banda
- coro
- teatro
- danza
- majorettes
- esercito
- consiglio studentesco

#### Club
Al di fuori dell'orario scolastico si possono frequentare anche dei club, ritrovi di alunni che hanno le stesse passioni, gestiti dagli alunni, come:
- fotografia
- disegno
- cinema
- salute e benessere
- lettura

### Metodo di valutazione
Le valutazioni vengono effettuate con dei test secondo i diversi livelli di approfondimento con i voti espressi in lettere dalla A (eccellente) a F (gravemente insufficiente). In caso di insufficienza, si ripete il corso.
I test possono essere settimanali, assegnati per ogni unità del libro di testo, a risposta multipla con risposte brevi, o presentazioni orali di un determinato argomento.
| Voto | Punteggio |
| ---- | --------- |
| A    | 90-100    |
| B    | 80-89     |
| C    | 70-79     |
| D    | 60-69     |
| F    | 0-59      |

### Periods
Negli Stati Uniti d'America le diverse ore di lezione vengono chiamate periods.
Ogni giorno ci sono le stesse materie e gli studenti vanno a scuola dal lunedì al venerdì, dalle 7:30 alle 14:30. Chi frequenta gli extra periods entra alle 15:30 ed esce alle 16:30.
Le lezioni non sono di sessanta minuti, in quanto vengono tolti sei minuti per consentire agli alunni di spostarsi nelle varie classi e per la pausa pranzo.

### Calendario scolastico
Il calendario scolastico dura 184 giorni. Le vacanze sono:
- 1 giorno a settembre per la festa del lavoro (Labor Day)
- 2 settimane a novembre per Veteran's Day (commemorazione dei caduti in guerra) e comprende anche il Giorno del ringraziamento  (Thanksgiving)
- 2 settimane per la pausa invernale (Winter Break)
- 1 giorno a gennaio per il Martin Luther King's Day
- 2 giorni a febbraio in ricordo della nascita dei presidenti Washington e Lincoln
- 1 settimana per la pausa primaverile (Spring Break)
- 1 giorno a maggio per il Memorial Day
- Le vacanze estive iniziano tra la fine di maggio e le prime due settimane di giugno e terminano a settembre, solitamente la settimana dopo il Labor Day.

La scuola statunitense punta molto alla socializzazione tra gli studenti e sull'organizzazione dei servizi e dei corsi per i ragazzi come lezioni di ballo e sport. All'interno della scuola ci sono molti club, come quello delle girls league o quello delle cheerleader, gruppo di ragazze pon-pon presente ad ogni partita sportiva. C'è poi la banda musicale che rappresenta la scuola nelle diverse parate.
Inoltre, ogni studente ha un annuario scolastico (year book), album contenente le foto degli studenti e degli avvenimenti più importanti dell'anno scolastico, il famoso "annuario" che gli studenti si fanno firmare dai compagni e dai professori.

## Università
Il terzo livello è rappresentato dal livello universitario che include i college e le università che consistono in quattro anni di studio. Le università sono sia private sia pubbliche.
Le università sono a pagamento. Un anno di corso costa dai 15 000-20 000 dollari per le grandi università pubbliche ai 70 000 dollari per quelle private, importo che copre le spese di alloggio al college e le spese per i corsi frequentati. Per gli studenti più bravi sono disponibili borse di studio.

### Titoli di studio universitari
Negli Stati Uniti il titolo di studio più diffuso è il Bachelor's degree, che richiede quattro anni di studio ad eccezione di architettura, che richiede cinque anni.
I corsi da seguire per conseguire un Bachelor si dividono in tre categorie:
- General education – corsi di cultura generale e abilità di base;
- Field of concentration o major – corsi di specializzazione;
- Electives – corsi a libera scelta.

La scelta del major può essere posticipata di uno o due anni senza che questo pregiudichi il conseguimento del Bachelor.
Il corso di Bachelor è diviso in due bienni:
- Lower division: si fanno studi di base i primi due anni, detti Freshman[4] e Sophomore years[5], rispettivamente primo e secondo anno.
- Upper division: corsi avanzati e specialistici detti junior e senior years

Il Bachelor di solito non richiede la presentazione di una tesi.
Vi è un titolo di studio più breve che è l'Associate Degree che richiede due anni. Si consegue presso College biennali (detti community college, ovvero college della comunità) che di solito sono di facile accesso e costo relativamente basso.
Esistono poi l'Associate of Applied science o altri titoli di associate denominati con la disciplina di specializzazione che mirano all'occupazione immediata in ambito tecnico o semiprofessionale.
Questi corsi sono focalizzati sulla disciplina scelta e poco adatti a proseguire gli studi. 
I College biennali offrono spesso studi orientati ad acquisire specifiche competenze lavorative ed attestati al termine con Certificates o Diplomas.
Gli studi di Bachelor's degree o per l'Associate Degree sono detti di livello undergraduate (prima della laurea). Esistono titoli di studio di livello più avanzato cioè il graduate (per laureati). Per accedervi occorre di solito aver conseguito il Bachelor, anche se per alcuni non è necessario aver completato il Bachelor per l'ammissione.
Nel passaggio da undergraduate a graduate gli studenti possono iscriversi ad una disciplina diversa da quella studiata nel Bachelor.
I titoli di livello più avanzato di Bachelor possono essere divisi in tre categorie:
- Master degree
- First professional advanced degrees
- Doctor's degree

Il master degree è un corso di studi che dura uno o due anni dopo il Bachelor; i master si concentrano su un argomento specifico e sono orientati ad uno sbocco professionale (Master of Arts, Master of Science).
Il Master of Business Administration (biennale) forma i quadri e i manager aziendali. È uno dei più diffusi e utili per gli sbocchi professionali.
Importante è anche il Master of Education relativo all'insegnamento scolastico; vi sono anche il Master of Engineering, Master of Architecture, Master of Music, Master of Journalism, ecc.
First Professional Advanced Degrees
Sono studi necessari per accedere alle professioni mediche e legali. Studi offerti da professional school che spesso sono delle facoltà all'interno delle università o possono essere istituti autonomi. L'esame di ammissione è molto selettivo i titoli più importanti sono il Juris Doctor di durata triennale per diventare avvocato o magistrato, che prevede il completamento del Bachelor per l'ammissione. Il titolo di Doctor of Medicine richiede quattro anni di studio oltre tre o quattro anni di studi undergraduate.
Altri titoli sono il Doctor of Dental Medicine, Doctor of Pharmacy e titoli in discipline teologiche per accedere a cariche ecclesiastiche.
Doctor's Degree
Sono i titoli di dottorato in cui lo studente effettua studi avanzati e di ricerca in una specifica disciplina. L'accesso ad un corso prevede il possesso del Bachelor e certe volte anche di un master o un titolo professionale nella stessa disciplina. Lo studente deve effettuare una ricerca autonoma con la supervisione di un professore, al termine del quale deve scrivere e discutere una tesi.
Molti istituti offrono la possibilità di seguire degli studi congiunti detti Joint o Dual Degrees che portano a conseguire due titoli diversi. Per esempio un titolo combinato in legge e amministrazione aziendale.

## Libri di testo
In molte località statunitensi il curriculum di uno studente è influenzato dai libri di testo che vengono utilizzati a lezione. In alcuni Stati i libri di testo sono selezionati per tutti gli studenti a livello statale. Poiché Stati come la California e il Texas rappresentano un mercato rilevante di libri di testo, possono influenzare il contenuto degli stessi.
Nel 2010 il Texas Board of Education ha adottato un nuovo standard che può potenzialmente influenzare il contenuto dei libri di testo venduti nello Stato.
A gennaio 2009, le quattro maggiori case editrici di libri di testo universitari negli USA sono:
- Pearson Education
- Cengage Learning
- McGraw-Hill
- Houghton Mifflin Harcourt

Altri importanti editori di libri di testo sono:
- John Wiley & Sons
- Jones and Bartlett Publishers
- SAGE Publications
- Flat World Knowledge